# 約翰遜 (內布拉斯加州)
約翰遜（英語：Johnson）是位於美國內布拉斯加州尼馬哈縣的村。

## 人口
根據2020年美國人口普查的數據，約翰遜的面積為0.57平方千米，皆為陸地。當地共有人口313人，而人口密度為每平方千米549人。